# Efigênio Salgado dos Santos
Efigênio Salgado dos Santos (Oliveira, 3 de novembro de 1909 – Oliveira, 30 de junho de 1997) foi um médico e político brasileiro do estado de Minas Gerais.

## Biografia
Filho de João Martiniano dos Santos e de Manoela Salgado Guimarães, casou-se com Maria Helena Furtado dos Santos, em 28 de maio de 1942, com quem teve 7 filhos. Formou-se em medicina pela Universidade Federal de Minas Gerais, na turma de 1936.
Atuou como deputado estadual em Minas Gerais na 3ª legislatura (1955-1959), como suplente, substituindo Fábio Antônio da Silva Pereira no período de 5/7 a 10/10/1955.
Também exerceu o cargo de prefeito do município de Oliveira.